# Texico (Novo México)
Texico é uma cidade localizada no estado americano de Novo México, no Condado de Curry.

## Demografia
Segundo o censo americano de 2000, a sua população era de 1065 habitantes.
Em 2006, foi estimada uma população de 1050, um decréscimo de 15 (-1.4%).

## Geografia
De acordo com o United States Census Bureau tem uma área de 2,1 km², dos quais 2,1 km² cobertos por terra e 0,0 km² cobertos por água.

## Localidades na vizinhança
O diagrama seguinte representa as localidades num raio de 36 km ao redor de Texico.